# Донгхой
Донгхой — город провинциального подчинения во Вьетнаме, административный центр провинции Куангбинь.

## История
Донгхой получил статус города провинциального подчинения, III класса 28 октября 2003 года, спустя 10 лет он прошел переаттестацию и согласно критериям, определённым Указом правительства № 42/2009/ND-CP от 7 мая 2009 года, набрал 87.84 балла из 100 и получил статус II класса c 2014 года.

## География

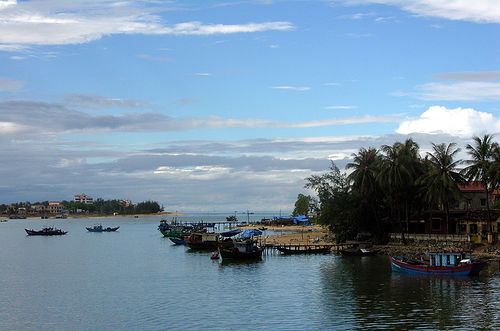
Нят — река в Догнхое

Находится в 488 километров к югу от Ханоя и в 1231 км к северу от Хошимина. Площадь 155 км².

## Население
Население на 2019 год — 133 672 человек.

## Транспорт
В городе есть аэропорт Донгхой, железнодорожная станция. Через город проходит автомагистраль 1А.